# Timothée Jordan
Timothée Jordan (* 27. Februar 1865 in Chantilly, Frankreich; † unbekannt) war ein britischer Cricketspieler, der vor allem in Frankreich aktiv war.

## Erfolge
Timothée Jordan, der zwar in Frankreich geboren wurde, aber britischer Staatsbürger war, nahm als Mitglied einer Mannschaft, die hauptsächlich aus Exil-Briten bestand und durch die Union des sociétés françaises de sports athlétiques ausgewählt wurde, an einem Cricketspiel im Rahmen der Weltausstellung 1900 in Paris teil. Dort traf die Mannschaft auf die Devon & Somerset County Wanderers (D&SCW), die sich auf einer Club-Tour in Frankreich befanden. Die Mannschaft der Union des sociétés françaises de sports athlétiques wurde dabei als Frankreich bezeichnet, der Gegner als England. 1912 wurde die Partie nachträglich als Bestandteil der Olympischen Spiele 1900 klassifiziert. Mit 158 Runs setzte sich das englische Team durch, womit Jordans Mannschaft, zu der außerdem noch William Anderson, William Attrill, John Braid, W. Browning, Robert Horne, Arthur MacEvoy, Douglas Robinson, H. F. Roques, Alfred Schneidau, Henry Terry und Philip Tomalin gehörten, die Silbermedaille erhielt. Jordan selbst, der in beiden Innings zum Einsatz kam, erzielte insgesamt elf Runs, alle davon im ersten Innings. 1910 war er Teil der französischen Mannschaft, die ein Turnier in Brüssel gegen Belgien, die Niederlande und den Marylebone Cricket Club bestritt.
Gemeinsam mit Arthur MacEvoy sowie dem Kapitän und Vorsitzenden des französischen Sportverbandes Philip Tomalin war Jordan Mitglied des Organisationskomitees des Olympischen Cricketturniers. Jordans Vater war Trainer für Rennpferde.